# Il mondo della Luna (poema)
Il mondo della Luna è un breve "poema eroico-comico" a carattere satirico-utopico composto dal gesuita mantovano Saverio Bettinelli e pubblicato anonimo nel 1754.
Attraverso l'allegoria del viaggio, l'autore critica i privilegi dell'Antico Regime terrestre, contrapponendo all'Europa dei sovrani assoluti un modello di «repubblica virtuosa».
L'opera è citata dagli studi sulla proto-fantascienza italiana come esempio di viaggio immaginario lunare in versi, collocabile fra le satire scientifiche del Settecento.

## Storia editoriale
Il poema apparve anonimo a Venezia presso la Stamperia Remondini nel 1754, con xilografie di testata e una dedica «ai cultori della ragione». Fu ristampato nel 1781 all'interno delle opere di Bettinelli, quando l'autore era ancora vivente.

## Trama
Il narratore, spinto dalla curiosità di conoscere nuovi sistemi politici, descrive il proprio immaginario viaggio sulla Luna, dove incontra una civiltà di «lunatici» razionali e laboriosi. L'assetto sociale lunare è fondato sull'eguaglianza: le cariche pubbliche sono temporanee, la ricchezza è distribuita secondo il merito e l'ozio è bandito e vige il lavoro obbligatorio dai 15 ai 60 anni. Il campi sono di proprietà collettiva, i metalli preziosi sono considerati privi di valore. Le arti e le scienze sono coltivate collettivamente; le controversie si risolvono in un'assemblea, detta "Consiglio degli Astrici", dove prevale la "voce della ragione".
Il poema si conclude con il ritorno sulla Terra: l'io narrante invita il lettore a riformare i costumi umani sull'esempio lunare.

## Critica
Salvarani interpreta la Luna di Bettinelli come «laboratorio pedagogico» che traduce in forma popolare le speculazioni illuministe su educazione e civiltà. Ojeda Calvo colloca il poemetto fra le utopie repubblicane barocche, evidenziandone l'uso della fantascienza poetica per veicolare istanze riformatrici.
Nel panorama letterario, il testo è ritenuto un precursore dei successivi viaggi lunari di Verne e altri per l'intreccio di scienza e satira, pur restando ancorato alla tradizione retorica dell'ottava rima.

## Edizioni
- Saverio Bettinelli, Il mondo della luna. Poema eroico-comico, Venezia, Remondini, 1754.
- Saverio Bettinelli, Il mondo della luna, in Opere dell'abate Bettinelli, tomo V, Venezia, Remondini, 1781.